# Campeonato Europeo de Lucha de 2011
El LXIII Campeonato Europeo de Lucha se celebró en Dortmund (Alemania) entre el 29 de marzo y el 3 de abril de 2011 bajo la organización de la Federación Internacional de Luchas Asociadas (FILA) y la Federación Alemana de Lucha.
Las competiciones se realizaron en el pabellón Westfalenhalle de la ciudad renana.

## Resultados

### Lucha grecorromana masculina
| Evento         | Oro                                 | Plata                    | Bronce                                                     |
| -------------- | ----------------------------------- | ------------------------ | ---------------------------------------------------------- |
| 55 kg (02.04)  | Roman Amoyan Armenia                | Viuhar Rahimov · Ucrania | Elbek Tazhyieu · Bielorrusia · Eldəniz Əzizli · Azerbaiyán |
| 60 kg (03.04)  | Revaz Lashji Georgia                | Ivo Anguelov Bulgaria    | Mustafa Sağlam Turquía Həsən Əliyev Azerbaiyán             |
| 66 kg (02.04)  | Ambako Vachadze · Rusia             | Tamás Lőrincz · Hungría  | Vitali Rəhimov Azerbaiyán Aleksandar Maksimović Serbia     |
| 74 kg (03.04)  | Rafiq Hüseynov Azerbaiyán           | Péter Bácsi · Hungría    | Roman Vlasov · Rusia · Christophe Guénot · Francia         |
| 84 kg (02.04)  | Vasyl Rachyba · Ucrania             | Alan Jugayev · Rusia     | Artur Shahinian Armenia Jristo Marinov Bulgaria            |
| 96 kg (03.04)  | Tsimafei Dzeinichenka · Bielorrusia | Artur Alexanian Armenia  | Şalva Qadabadze Azerbaiyán Elis Guri Bulgaria              |
| 120 kg (02.04) | Jasan Baroyev · Rusia               | Rıza Kayaalp Turquía     | Yuri Patrikeyev · Armenia · Mihály Deák-Bárdos · Hungría   |

### Lucha libre masculina
| Evento         | Oro                          | Plata                           | Bronce                                                             |
| -------------- | ---------------------------- | ------------------------------- | ------------------------------------------------------------------ |
| 55 kg (30.03)  | Dzhamal Otarsultanov · Rusia | Vladimer Jinchegashvili Georgia | Mahmud Məhəmmədov · Azerbaiyán · Uladzislau Andreyeu · Bielorrusia |
| 60 kg (29.03)  | Opan Sat · Rusia             | Sahit Prizreni · Albania        | Anatolie Guidea · Bulgaria · Vasyl Fedoryshyn · Ucrania            |
| 66 kg (30.03)  | Cəbrayıl Həsənov Azerbaiyán  | Leonid Bazan Bulgaria           | Adam Batirov · Rusia · Saba Bolaghi · Alemania                     |
| 74 kg (29.03)  | Denis Tsargush · Rusia       | Musa Murtazaliyev Armenia       | Gábor Hatos · Hungría · Davit Jutsishvili · Georgia                |
| 84 kg (30.03)  | Anzor Urishev · Rusia        | Dato Marsaguishvili Georgia     | Şərif Şərifov · Azerbaiyán · Gheorghiță Ștefan · Rumania           |
| 96 kg (29.03)  | Xetaq Qazyumov Azerbaiyán    | Vladislav Baitsayev · Rusia     | Pavlo Olinyk · Ucrania · Nicolai Ceban · Moldavia                  |
| 120 kg (30.03) | Fatih Çakıroğlu Turquía      | Aliaxei Shamarau · Bielorrusia  | Dániel Ligeti · Hungría · Cəmaləddin Məhəmmədov · Azerbaiyán       |

### Lucha libre femenina
| Evento        | Oro                            | Plata                            | Bronce                                                    |
| ------------- | ------------------------------ | -------------------------------- | --------------------------------------------------------- |
| 48 kg (31.03) | Mariya Stadnik Azerbaiyán      | Jrystyna Daranutsa · Ucrania     | Iwona Matkowska · Polonia · Cristina Croitoru · Rumania   |
| 51 kg (31.03) | Yuliya Blahinia · Ucrania      | Estera Dobre · Rumania           | Natalia Budu · Moldavia · Yekaterina Krasnova · Rusia     |
| 55 kg (31.03) | Ida-Theres Nerell · Suecia     | Ludmila Cristea Moldavia         | Mariya Gurova · Rusia · Katarzyna Krawczyk · Polonia      |
| 59 kg (01.04) | Yuliya Ratkeviç Azerbaiyán     | Georgiana Paic · Rumania         | Olga Butkevych · Reino Unido · Hanna Vasylenko · Ucrania  |
| 63 kg (01.04) | Yuliya Ostapchuk · Ucrania     | Taibe Yusein Bulgaria            | Inna Trazhukova · Rusia · Olesya Zamula · Azerbaiyán      |
| 67 kg (01.04) | Nadejda Sementsova Azerbaiyán  | Alina Stadnyk · Ucrania          | Yvonne Englich · Alemania · Hanna Sarkut · Bielorrusia    |
| 72 kg (01.04) | Kateryna Burmistrova · Ucrania | Vasilisa Marzaliuk · Bielorrusia | Stanka Zlateva · Bulgaria · Agnieszka Wieszczek · Polonia |

## Medallero
| Núm. | País        | Oro | Plata | Bronce | Total |
| ---- | ----------- | --- | ----- | ------ | ----- |
| 1    | Rusia       | 6   | 2     | 5      | 13    |
| 2    | Azerbaiyán  | 6   | 0     | 8      | 14    |
| 3    | Ucrania     | 4   | 3     | 3      | 10    |
| 4    | Bielorrusia | 1   | 2     | 3      | 6     |
| 5    | Armenia     | 1   | 2     | 2      | 5     |
| 6    | Georgia     | 1   | 2     | 1      | 4     |
| 7    | Turquía     | 1   | 1     | 1      | 3     |
| 8    | Suecia      | 1   | 0     | 0      | 1     |
| 9    | Bulgaria    | 0   | 3     | 4      | 7     |
| 10   | Hungría     | 0   | 2     | 3      | 5     |
| 11   | Rumania     | 0   | 2     | 2      | 4     |
| 12   | Moldavia    | 0   | 1     | 2      | 3     |
| 13   | Albania     | 0   | 1     | 0      | 1     |
| 14   | Polonia     | 0   | 0     | 3      | 3     |
| 15   | Alemania    | 0   | 0     | 2      | 2     |
| 16   | Francia     | 0   | 0     | 1      | 1     |
| 16   | Reino Unido | 0   | 0     | 1      | 1     |
| 16   | Serbia      | 0   | 0     | 1      | 1     |
|      | TOTAL       | 21  | 21    | 42     | 84    |